# Сан-Хосе-Чичиуальтепек
Сан-Хосе-Чичиуальтепек (исп. San José Chichihualtepec)  —   муниципалитет в Мексике, входит в штат Оахака. Население 213 человека.